# Residente

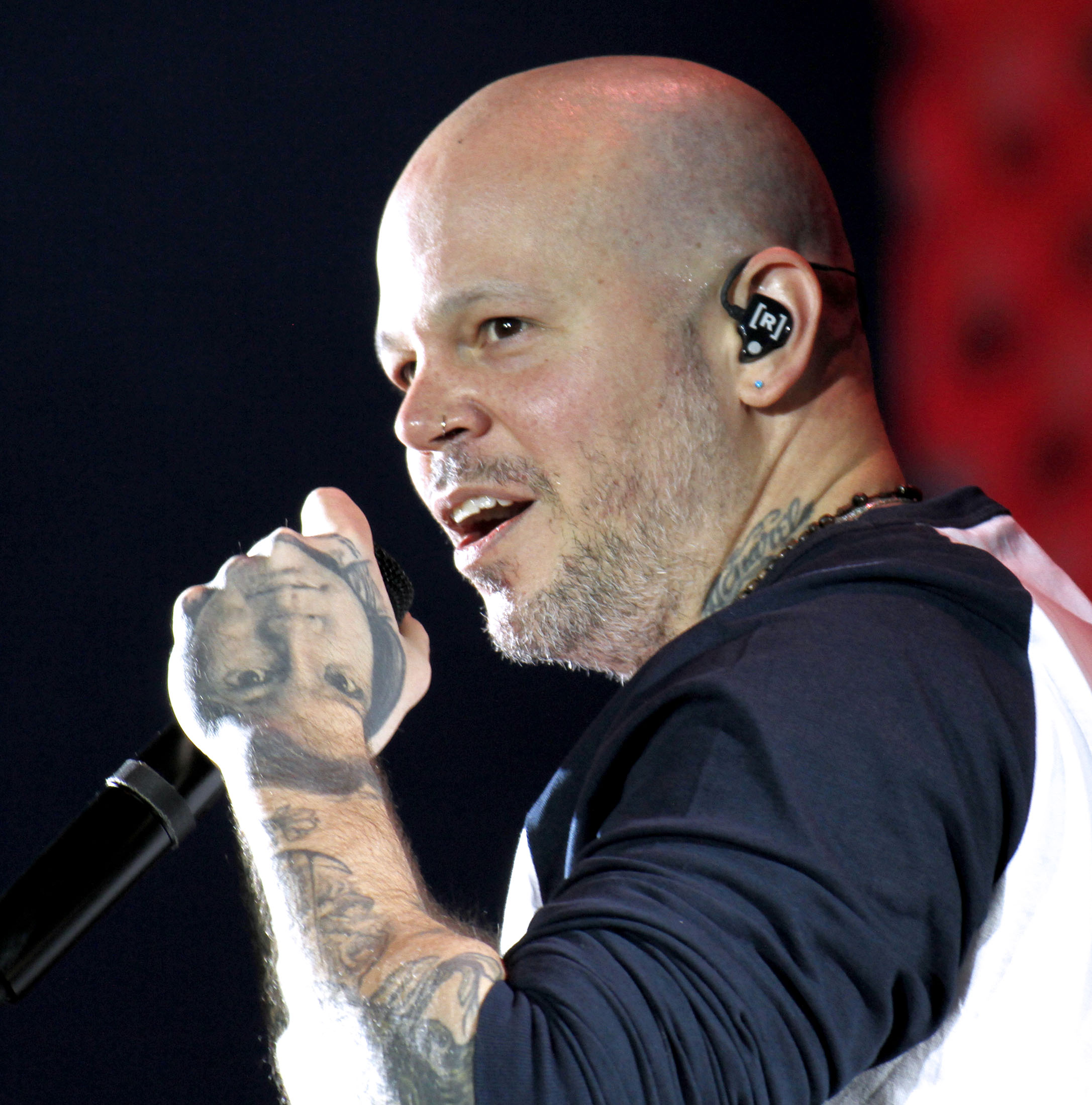
René Pérez Joglar (2019)

René Pérez Joglar (* 23. Februar 1978 in San Juan), vor allem bekannt unter seinem Künstlernamen Residente, ist ein puerto-ricanischer Rapper und Schauspieler. Als Mitglied des Rap-Duos Calle 13 gelang ihm gemeinsam mit seinem Stiefbruder José Cabra Martínez der Durchbruch. 2017 startete Pérez Joglar eine ebenfalls erfolgreiche Solokarriere und gilt derzeit als einer der wichtigsten und bekanntesten lateinamerikanischen Künstler. Pérez Joglar und sein Bandkollege José Cabra Martínez sind mit 24 Auszeichnungen Rekordpreisträger der Latin Grammys.

## Leben und Karriere

### Frühe Jahre
René Pérez Joglar wurde in Hato Rey einem Gemeindebezirk der puerto-ricanischen Hauptstadt San Juan als Sohn eines Anwalts und der Schauspielerin Flor Joglar de Gracia geboren. Er wuchs zunächst in Trujillo Alto, im Südosten von San Juan, mit sieben Geschwistern in einem niedrigeren Mittelklassenhaushalt auf. In seiner Kindheit spielte er bereits Schlagzeug, Altsaxophon und Gitarre. Er erlernte das Musizieren dabei weitestgehend autodidaktisch. Auf seine musikalische Begeisterung nahm auch seine Mutter Einfluss. Durch ein Aufmerksamkeitsdefizit fiel es ihm in der Schule schwer Dinge zu lernen, weshalb ihm seine Mutter oft Inhalte vorsang, die er lernen musste. Zeitweise führte seine Mutter eine Ehe mit Cabra Martínez Vater, wodurch sich das spätere Rap-Duo kennen lernte. Obwohl sich ihre Elternteile früh trennten behielten die beiden Stiefbrüder eine enge Beziehung bei und standen regelmäßig in Kontakt.
Pérez Joglar beschreibt Puerto Rico in seiner Kindheit als „ein bisschen brutal“, da etwa die Hälfte seiner damaligen Freunde ermordet worden seien oder sich im Gefängnis befunden hätten.
Während seiner Zeit auf der High School befand sich Pérez Joglar als Schlagzeuger in einer Schülerband und seine Jugend war durch großes literarisches Interesse geprägt.
Er studierte an der Hochschule für Bildende Künste (Escuela de Artes Plásticas) in Puerto Rico und erwarb später einen Masterabschluss in Animation an dem Savannah College of Art and Design in Georgia. Während seiner Zeit im Masterstudium begann er zu rappen und Gedichte zu schreiben, auch um besser mit Stress umgehen zu können. Nach seinem Master-Abschluss zog Pérez Joglar zum Studieren und Filme drehen nach Barcelona, bevor er wieder nach Puerto Rico zurückkehrte. Eine Zeit lang verdiente er seinen Lebensunterhalt mit Illustrationen, langweilte sich aber zunehmend. Als der Reggaeton in Puerto Rico an Aufmerksamkeit gewann, fand er schließlich seinen Weg ins Musikgeschäft, indem er Videos schnitt und Regie führte.

### Calle 13
Das Rap-Duo startete 2004 Musik aufzunehmen. Pérez Joglar steuerte die Texte und den Rap, sein Stiefbruder Cabra Martínez die musikalischen Elemente bei. Ende 2005 veröffentlichten die beiden ihr erstes Album, Calle 13, mit dem sie große Erfolge feiern konnten. Das Duo wurde zunächst mit eher sexueller und skandalöser Musik erfolgreich. Im Laufe der Zeit wurden die Texte jedoch kritischer und sie vermittelten durch ihre Musik zunehmend soziale und politische Botschaften. Die Stiefbrüder avancierten zu einer der beliebtesten und einflussreichsten Musikgruppen der lateinamerikanischen Musikszene. Sie feierten in den weiteren Jahren zahlreiche Erfolge und erhielten insgesamt 22 Latin Grammy Awards. Das bisher letzte Album, MultiViral, veröffentlichte das Duo 2014. Nach der Welttournee zum Album unterbrach das Duo die gemeinsame Arbeit.
Der Bandtitel und die jeweiligen Künstlernamen von Pérez Joglar und Cabra Martínez gehen auf ihre Jugendzeiten zurück. Als Pérez Joglar in einer Gated Community an der 13. Straße (spanisch: Calle 13) in San Juan lebte, stellte sich Cabra Martínez als Besucher (spanisch: visitante) eines Bewohners (spanisch: residente) beim Pförtner vor.

### Solokarriere
2017 veröffentlichte Pérez Joglar sein erstes Soloalbum Residente. Pérez Joglar ließ mit dem Ziel, mehr über seine Herkunft zu erfahren, für das Album seine DNA analysieren. Daraufhin bereiste er alle Länder, zu denen er genetisch Bezüge aufwies und arbeitete mit lokalen Musikern zusammen. Pérez Joglar drehte zu seiner Reise auch eine Dokumentation und ließ eine interaktive Internetseite erstellen. Er besuchte unter anderem Russland, Georgien, China und Ghana. In seiner Musik verarbeitete er geschichtliche Ereignisse aus den bereisten Regionen.
Sein erstes Soloalbum erwies sich ebenfalls als sehr erfolgreich. Das Album wurde mit dem Latin Grammy in der Kategorie Best Urban Music ausgezeichnet und erhielt drei Nominierungen bei den Grammys 2018.
Für sein bisher unveröffentlichtes zweites Soloalbum arbeitete Pérez Joglar mit Wissenschaftlern der Universität Yale und der New-York-Universität zusammen. Dazu wurden unter anderem Gehirnmuster von Mäusen, Würmen und Affen analysiert.

### Schauspielkarriere
Im Jahr 2009 übernahm Residente einen kleinen Auftritt als Tattoo-Künstler in Walt Beckers Familienkomödie Old Dogs – Daddy oder Deal (2009). 14 Jahre später wurde für die Hauptrolle eines Familienvaters in Alessandra Lacorazzas Spielfilmdebüt In The Summers (2024) verpflichtet. Das Familiendrama wurde in den Hauptwettbewerb des Sundance Film Festivals eingeladen. Im Film trat er unter seinem bürgerlichen Namen René Pérez Joglar auf.

### Privatleben
Von 2006 bis 2009 befand sich Pérez Joglar mit Denise Quiñones, einer ehemaligen Miss Universe, in einer Beziehung.
In einer privaten Zeremonie im El Yunque National Forest heiratete Pérez Joglar im Januar 2013 die argentinische Schauspielerin Soledad Fandiño. Im August 2014 wurde der gemeinsame Sohn Milo des Paars geboren.
Im Februar 2020 veröffentlichte er den Song René in dem er prägende Erfahrungen aus seiner Kindheit und die eigene psychische Gesundheit thematisierte. Demnach habe er mit depressiven Momenten und seit zehn Jahren mit Schlafproblemen zu kämpfen.

## Musikalischer Stil
Pérez Joglars Texte werden zwar teilweise als vulgär, aber auch als intellektuell, farbenfroh und witzig beschrieben. Den größten Einfluss auf seine Musik hatte der panamaische Salsa-Musiker Rubén Blades. Weitere hervorzuhebende musikalische Einflüsse sind der Rockkomponist Charly García und die Folksängerin Mercedes Sosa.

## Diskografie

### Alben mit Calle 13
- 2005: Calle 13
- 2007: Residente o Visitante
- 2008: Los de Atrás Vienen Conmigo
- 2010: Entren Los Que Quieran
- 2014: MultiViral

### Soloalben
| Jahr | Titel                     | Höchstplatzierung, Gesamtwochen, AuszeichnungChartsChartplatzierungen (Jahr, Titel, Platzierungen, Wochen, Auszeichnungen, Anmerkungen) | Anmerkungen                            |
| Jahr | Titel                     | Latin | Anmerkungen                            |
| ---- | ------------------------- | --- | -------------------------------------- |
| 2017 | Residente                 | Latin3 (3 Wo.)Latin | Erstveröffentlichung: 31. März 2017    |
| 2024 | Las letras ya no importan | Latin49 (1 Wo.)Latin | Erstveröffentlichung: 22. Februar 2024 |

### Singles
| Jahr | Titel Album                   | Höchstplatzierung, Gesamtwochen, AuszeichnungChartplatzierungen (Jahr, Titel, Album, Platzierungen, Wochen, Auszeichnungen, Anmerkungen) | Höchstplatzierung, Gesamtwochen, AuszeichnungChartplatzierungen (Jahr, Titel, Album, Platzierungen, Wochen, Auszeichnungen, Anmerkungen) | Anmerkungen                                                                      |
| Jahr | Titel Album                   | Latin | ES | Anmerkungen                                                                      |
| ---- | ----------------------------- | --- | --- | -------------------------------------------------------------------------------- |
| 2019 | Bellacoso –                   | Latin24 (6 Wo.)Latin | ES61 Gold · (5 Wo.)ES | Erstveröffentlichung: 26. Juli 2019 mit Bad Bunny                                |
| 2019 | Cántalo Pausa                 | Latin35 Gold · (2 Wo.)Latin | — | Erstveröffentlichung: 12. November 2019 Ricky Martin feat. Residente & Bad Bunny |
| 2020 | René –                        | Latin34 (1 Wo.)Latin | ES23 Gold · (3 Wo.)ES | Erstveröffentlichung: 27. Februar 2020                                           |
| 2021 | Flow HP Forever King          | Latin35 Gold · (1 Wo.)Latin | — | Erstveröffentlichung: 23. September 2021 mit Don Omar                            |
| 2022 | Bzrp Music Sessions Vol. 49 – | Latin22 (1 Wo.)Latin | ES3 Platin · (4 Wo.)ES | Erstveröffentlichung: 3. März 2022 mit Bizarrap                                  |

Weitere Singles
- 2018: Sexo (Residente, Dillon Francis feat. iLe) (US: Gold (Latin))
- 2018: Banana Papaya (Kany García & Residente, US: Gold (Latin))
- 2019: Pecador
- 2020: Antes Que el Mundo Se Acabe

## Auszeichnungen für Musikverkäufe
| Goldene Schallplatte - Mexiko - 2023: für die Single Antes Que el Mundo Se Acabe - 2023: für die Single Pecador Platin-Schallplatte - Mexiko - 2023: für die Single Bzrp Music Sessions Vol. 49 | 3× Platin-Schallplatte - Mexiko - 2023: für die Single René 4× Platin-Schallplatte - Mexiko - 2023: für die Single Bellacoso |

Anmerkung: Auszeichnungen in Ländern aus den Charttabellen bzw. Chartboxen sind in ebendiesen zu finden.
| Land/RegionAuszeichnungen für Musikverkäufe (Land/Region, Auszeichnungen, Verkäufe, Quellen) | Gold     | Platin     | Verkäufe | Quellen             |
| -------------------------------------------------------------------------------------------- | -------- | ---------- | -------- | ------------------- |
| Mexiko (AMPROFON)                                                                            | 2× Gold2 | 8× Platin8 | 620.000  | amprofon.com.mx     |
| Spanien (Promusicae)                                                                         | 2× Gold2 | Platin1    | 120.000  | elportaldemusica.es |
| Vereinigte Staaten (RIAA)                                                                    | 4× Gold4 | —          | 120.000  | riaa.com            |
| Insgesamt                                                                                    | 8× Gold8 | 9× Platin9 |          |                     |